# Belinda (satélite)
Belinda es un satélite natural de Urano. Fue descubierto el 13 de enero de 1986 por la sonda Voyager 2 y su designación provisional fue S/1986 U 5. Debe su nombre a Belinda, la heroína de la obra The Rape of the Lock de Alexander Pope. También es llamado Uranus XIV.
Belinda pertenece al Grupo Porcia de satélites, que también incluye a Bianca, Crésida, Julieta, Porcia, Rosalinda, Cupido, Desdémona y Perdita. Estos satélites tienen órbitas y propiedades fotométricas similares. Por desgracia, aparte de los datos de su órbita, su radio de 45 kilómetros, y el albedo geométrico de 0,08, prácticamente no se sabe nada de él.
En las imágenes enviadas por el Voyager 2, Belinda aparece como un objeto alargado, con el eje principal apuntando hacia Urano. Su superficie es de color gris.

Esquema del sistema de Urano.